# الصحة العقلية للأطفال
تعد دراسة الصحة العقلية التي يمكننا تطبيقها على الرضع والأطفال وأسرهم. يدرس هذا المجال النمو الاجتماعي والعاطفي الأمثل للرضع وأسرهم في السنوات الثلاث الأولى من حياتهم، ويعتبر النمو المعرفي وتطوير المهارات الحركية صورة من صور الصحة العقلية للرضع.
يعود الفضل في الاهتمام بالحياة العقلية للأطفال في سياق علاقاتهم المبكرة إلى عمل آنا فرويد وجون بولبي ودونالد وينكوت في بريطانيا العظمى. اعتبروا الصحة العقلية للرضع حركة لإرساء سياسة الصحة العامة، والبحوث التجريبية (مثل مراقبة الأطفال)، ومواكبة التغير الذي يطرأ على الممارسة السريرية بالتوازي مع الحركة النسائية وزيادة الوعي بإنتشار وعواقب إساءة معاملة الأطفال وإهمالهم خلال الستينات والسبعينات. وقد ظهرت مجموعة من المطبوعات منذ بدء البحث في هذا المجال. وتعد المبادئ الأساسية لتقييم صحة الرضع العقلية وعلاجهم تشمل النظر في ثلاث حالات على الأقل؛ الوالد (الآباء)، والطفل، وعلاقته، مع مراعاة النمو السريع والتكويني للمخ والعقل في السنوات الأولى من الحياة.